# Dillianne van den Boogaard
Dillianne van den Boogaard, född den 9 augusti 1974 i Veghel, Nederländerna, är en nederländsk landhockeyspelare.
Hon tog OS-brons i damernas landhockeyturnering i samband med de olympiska landhockeytävlingarna 1996 i Atlanta.
Hon tog OS-brons igen i damernas landhockeyturnering i samband med de olympiska landhockeytävlingarna 2000 i Sydney.